# Espatario
En tiempo del emperador romano Constantino, se llamaba espatario al conde que, como posteriormente el capitán de guardias, respondía de la persona del soberano. Se llamaba así por la espada desnuda que estaba autorizado a llevar en la antecámara imperial. 
También se llamaba así el soldado de la guardia de los reyes godos que fue sustituido en la casa real de Castilla por los arqueros y ballesteros de maza y, posteriormente, por los guardias de corps y alabarderos. 
Espatario era también un importante cargo palatino visigodo de carácter militar. En el Reino de León, durante la Alta Edad Media, pasó a convertirse en sinónimo de alférez real, que era el jefe de la milicia a cargo del monarca. Los espatarios eran la propia guardia personal del rey, hombres de confianza, la mayoría nobles o emparentados con el propio monarca. Un ejemplo de espatario real lo encontramos en la persona de Don Pelayo a quien lo encontramos formando parte de la guardia personal del rey Rodrigo en la misma batalla de Guadalete

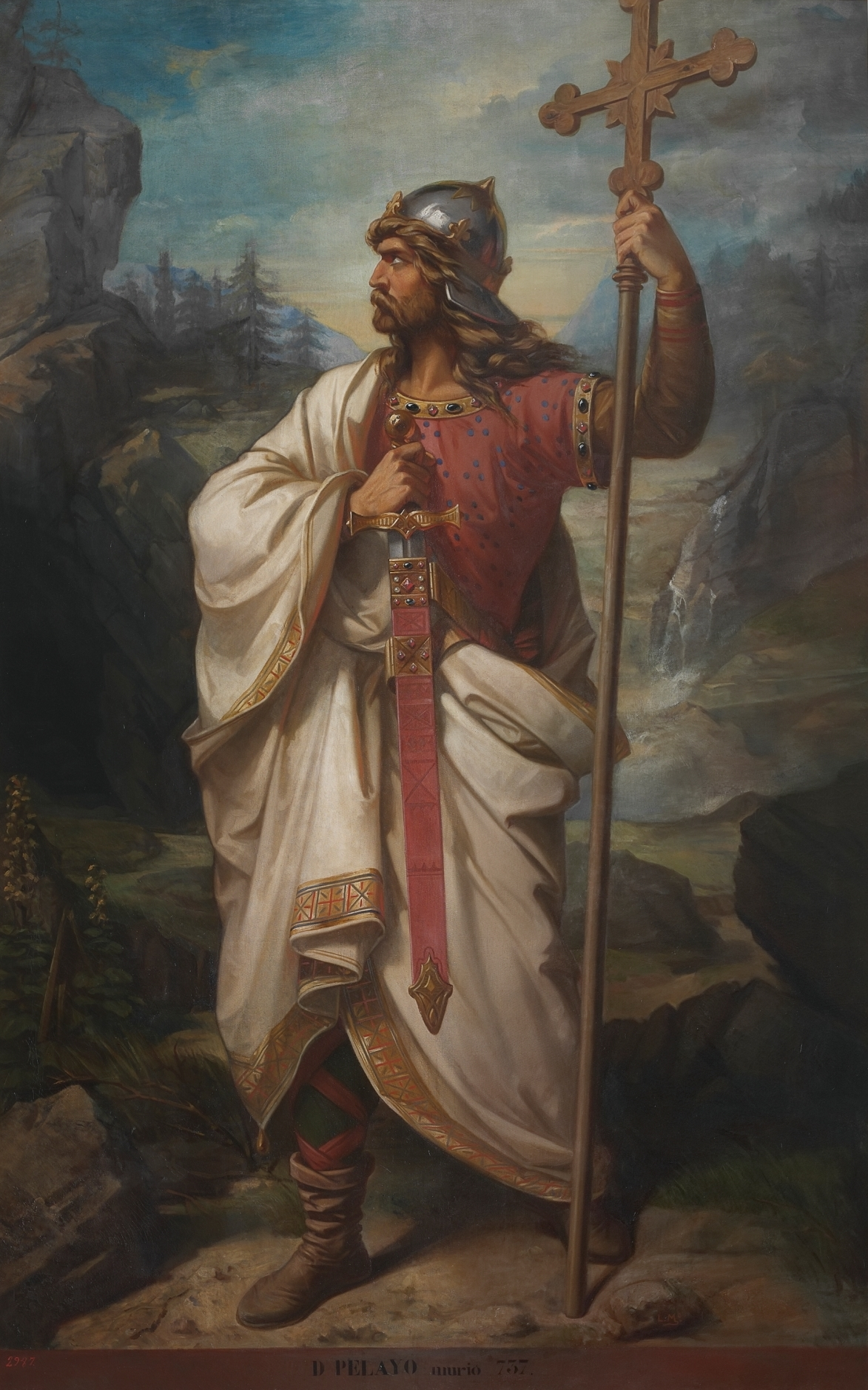
Don Pelayo, rey de Asturias